# Präglsaalz
Präglsaalz oder Braajglsaalz (prägln = mit zischendem Geräusch braten) ist eine Oberlausitzer Speisenbeilage, die besonders in Notzeiten verbreitet war. Es handelt sich dabei um eine Art Einbrenne bzw. Stippe.

## Zubereitung
Grundzutat für Präglsaalz ist altbackenes Brot oder an dessen Stelle – je nach regionaler Gewohnheit – auch Roggenmehl. In einem Tiegel werden Speckwürfel sowie geschnittene Zwiebeln gut angebraten. Dann fügt man das zerstoßene trockene Brot hinzu und gießt heißen Malzkaffee auf. Nach dem Würzen mit Salz und wahlweise mit Pfeffer, Majoran und Kümmel wird das Ganze anhaltend gekocht, bis ein sämiger Brei entsteht. 
Zu Präglsaalz werden Ganze Abern gereicht.